# Путеукладчик

Путеукладочный поезд на участке Потылиха — Воробьёвы Горы

Путеукладчик — это комплект машин и оборудования для транспортировки и укладки рельсо-шпальной решётки железнодорожных путей.
Применяется на железнодорожном транспорте при строительстве новых и ремонте эксплуатируемых железных дорог.

## Классификация и принцип работы
По способу выполнения работ различают:
- раздельные путеукладчики
- звеньевые путеукладчики

Раздельные путеукладчики транспортируют к месту укладки рельсы, шпалы, скрепления и в полевых условиях собирают и укладывают рельсо-шпальную решётку.
Наиболее распространённые звеньевые путеукладчики укладывают заранее собранные на путевых машинных станциях звенья рельсо-шпальной решётки длиной, равной длине стандартных рельсов (в России 25 и 12,5 метров).
Используются звеньевые путеукладчики:
- на рельсовом ходу
- на тракторном ходу

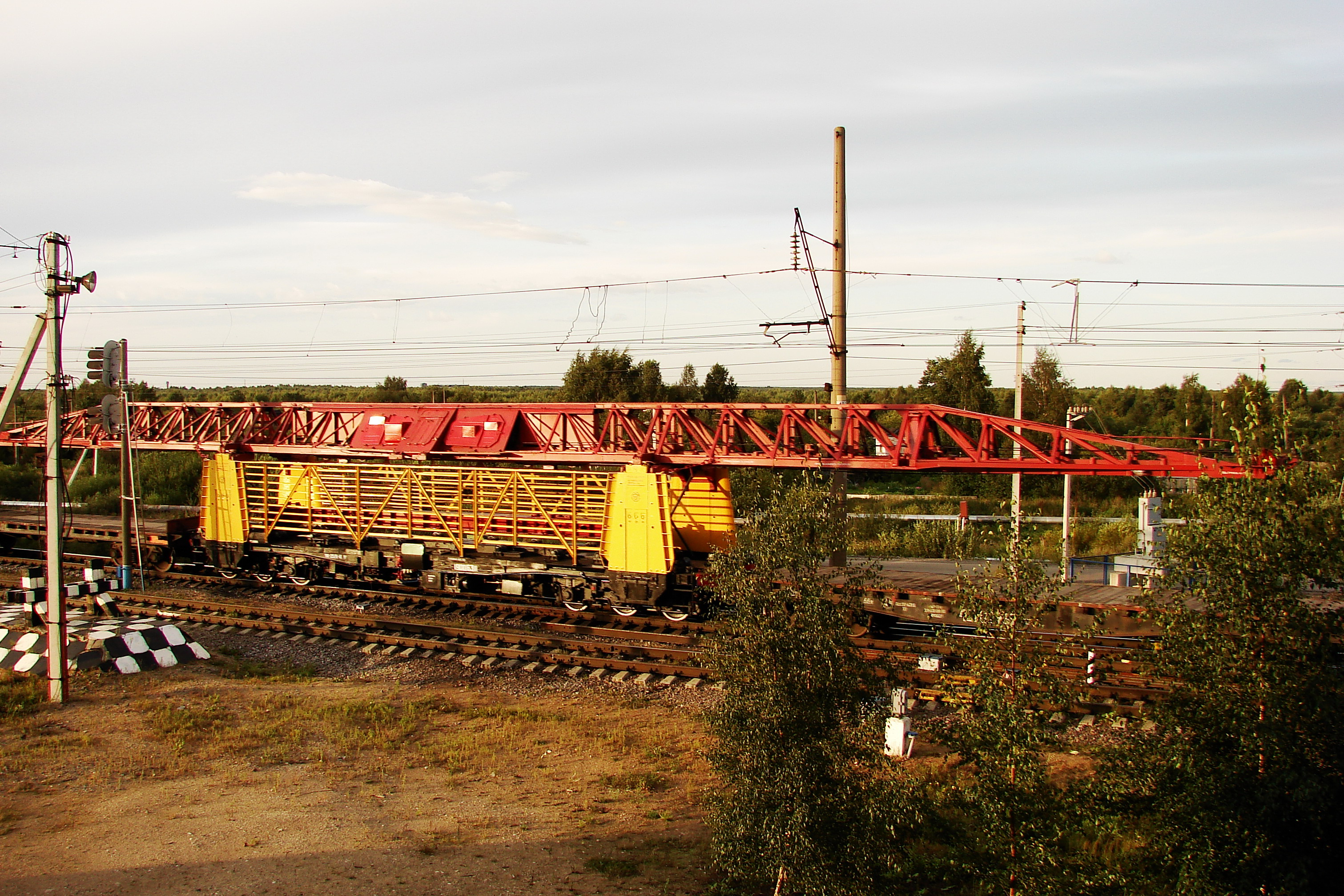
Укладочный кран УК-25/9-18

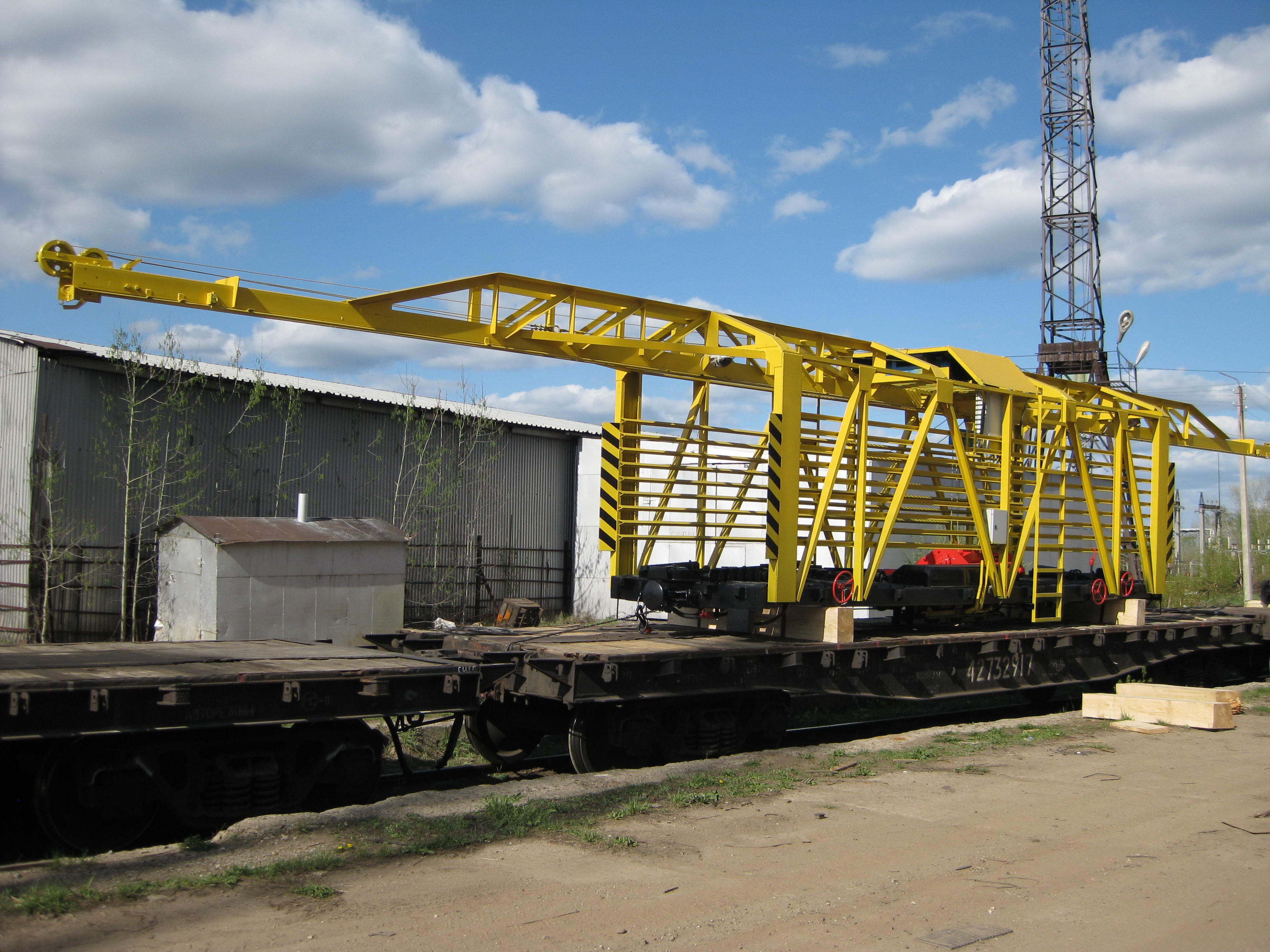
Путеукладчик узкоколейный

Путеукладчики на рельсовом ходу представляют собой поезд, который состоит из локомотива, укладочного крана, железнодорожных платформ, оборудованных роликами для перемещения по ним пакетов звеньев рельсо-шпальной решётки, и одной или нескольких моторных платформ для транспортировки пакетов звеньев вдоль состава. Укладочный кран на железнодорожном ходу — самоходная машина с горизонтальной консольной стрелой, под которой на платформе размещается пакет звеньев. На стреле установлено крановое оборудование — грузоподъёмная и тяговая лебёдки. По стреле с помощью тяговой лебёдки перемещаются грузовые тележки с траверсами, которые подцепляют верхнее звено пакета, поднимаемое грузоподъёмной лебёдкой. Затем звено выносится на тележках вдоль стрелы вперёд и укладывается на балластную призму или земляное полотно. После стыковки этого звена с ранее уложенным укладочный край вместе с платформами наезжает на только что уложенное звено и укладывает новое. Такой путеукладчик используется также и как разборщик, при этом он забирает впереди лежащее звено и, двигаясь задним ходом, разбирает его и захватывает новое звено. Производительность путеукладчика на рельсовом ходу до 1,2 км/ч, грузоподъёмность кранов до 21 тонны, время укладки одного звена 1—2 мин.

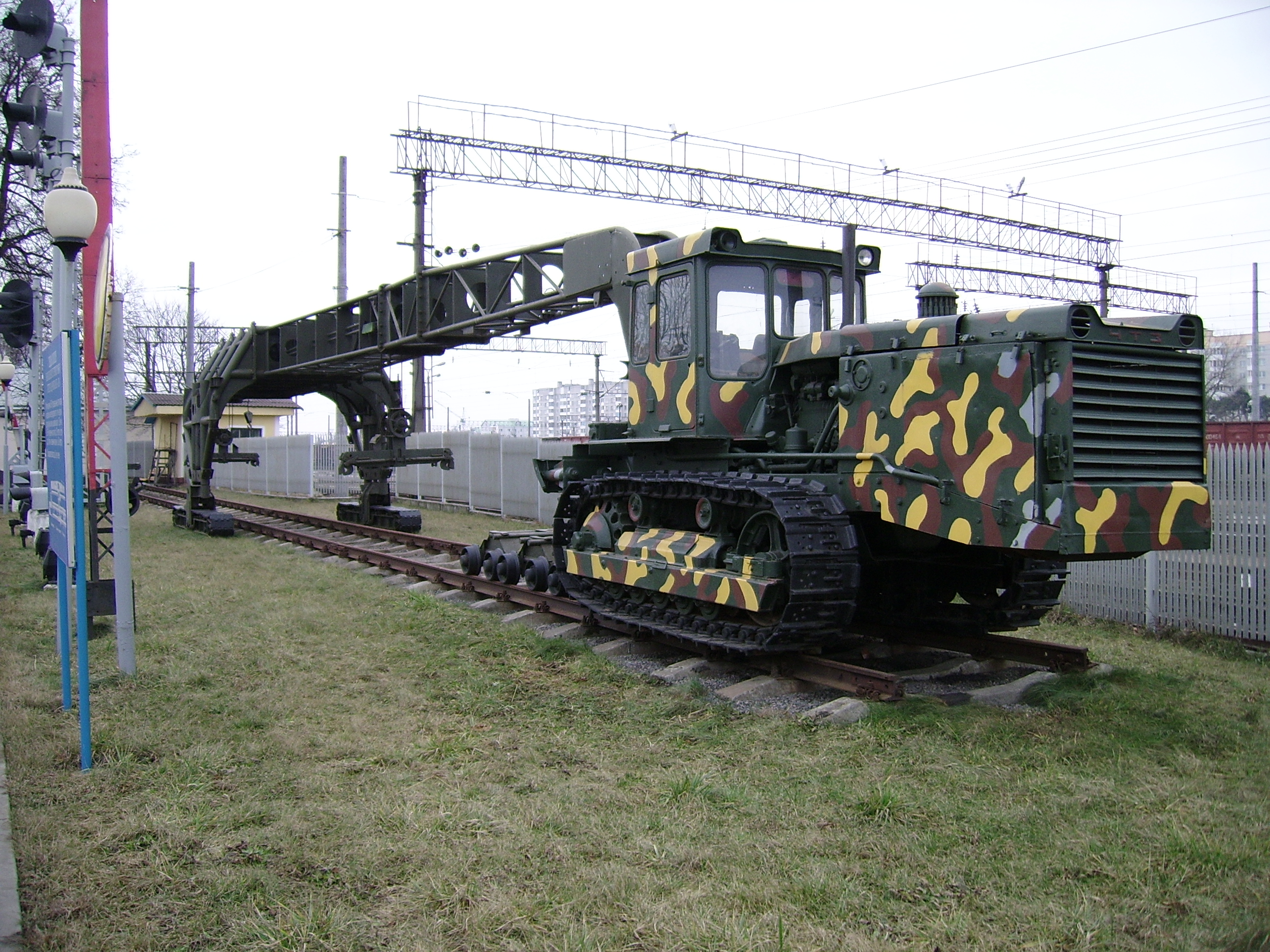
Путеукладчик ПБ-3М

При строительстве новых железных дорог используются тракторные путеукладчики, имеющие стрелу, которая опирается спереди на трактор, а сзади — на портал, охватывающий путь. Портал смонтирован на двухгусеничных тележках, устанавливаемых на земляное полотно по концам шпал. Под порталом находятся платформы или тележки с пакетами звеньев. Лебёдка, расположенная на стреле, захватывает и поднимает верхнее звено пакета. Путеукладчик с поднятым звеном перемещается вперёд и укладывает его на земляное полотно. После стыковки звена с ранее уложенным на него наезжают платформы с пакетами, подтягиваемые лебёдкой, захватывается следующее звено, и процесс повторяется. Тракторные путеукладчики имеют большую манёвренность, могут укладывать путь впереди строящихся мостов и путепроводов, сокращая общие сроки строительства. Производительность таких путеукладчиков 1—2 километра в смену.
В некоторых странах нашли распространение портальные путеукладчики, которые состоят из нескольких лёгких портальных кранов, движущихся по рельсам или уголкам, временно уложенным вдоль балластной призмы. Под порталами находятся пакеты звеньев. Кранами захватывается верхнее звено, выносится вперёд и укладывается. Применяются также раздельные путеукладчики, состоящие из специальных железнодорожных платформ, на которых размещаются рельсы, шпалы, скрепления, перемещаемые конвейерами к передней платформе, а также оборудование для сборки рельсо-шпальной решётки и укладке её на балластную призму. Производительность путеукладчика до 0,5 км/ч. При их использовании отпадает необходимость в создании стационарных звеносборочных линий.

## Перспективы развития
Перспективны разработки путеукладчиков непрерывного действия, комплекса для укладки бесстыкового пути, машин с автоматизацией управления процессами укладки пути, обеспечивающей повышение производительности путевых работ.